# Niege (Gemeinde St. Veit in Defereggen)
Niege, früher auch Niegge, ist eine Einzelsiedlung der Fraktion Görtschach in der Gemeinde St. Veit in Defereggen im Defereggental (Osttirol).

## Geographie und Geschichte
Niege liegt in 1378 Metern Höhe an den Südabhängen des Wiederebnspitz, der südöstlichen Verlängerung des Donnersteins. Es handelt sich um eine von Wald umgebene Einzelsiedlung, die rund 140 Meter über dem Talboden der Schwarzach zwischen dem Talbach im Westen und dem Durbach im Osten errichtet wurde. Erreichbar ist Niege vom Talboden (Defereggentalstraße) über die Sankt Veiter Straße, von der bei Unteregg-Kurztal eine Straße abzweigt, die von dort über Niege nach Mellitz und weiter nach Moos führt.
Niege besteht aus zwei Gebäuden, wobei es sich bei einem um ein Wohngebäude (Görtschach 37) handelt. Früher bestand hier ein landwirtschaftlicher Hof, weshalb Niege in älteren Dokumenten auch als Einzelhof geführt wurde. Niege wird als Einzelhof erstmals 1951 in den Ortsverzeichnissen der Statistik Austria mit einem Gebäude und vier Einwohnern genannt. 1961 und 1971 lebten sechs Menschen, 1981 fünf Menschen in Niege. Seit 1991 wird Niege nicht mehr separat ausgewiesen.